# ده عیسی (سیرجان)
ده عیسی روستایی در دهستان بلورد بخش بلورد شهرستان سیرجان استان کرمان ایران است.

## جمعیت
بر پایه سرشماری عمومی نفوس و مسکن در سال ۱۳۹۵ جمعیت این مکان ۳۶ نفر (۱۰خانوار) بوده‌است.